# Авария Ту-104 в Чите
Авария Ту-104 в Чите — авиационная авария, произошедшая 17 июля 1976 года около Читинского аэропорта Кадала. Авиалайнер Ту-104А Иркутского ОАО авиакомпании «Аэрофлот» выполнял плановый внутренний рейс по маршруту Чита — Новосибирск — Москва, но при взлёте в Читинском аэропорту Кадала самолёт выкатился за пределы ВПП, врезался в железнодорожную насыпь, упал на землю и разрушился. Никто из 117 человек — 110 пассажиров и 7 членов экипажа — не погиб, пострадали 5 человек.
Согласно результатам расследования, причиной происшествия стал перегруз самолёта, но центровка не выходила за пределы допустимого, также сыграли свою роль ошибочные действия экипажа при центровке выше допустимого и ошибки авиадиспетчера.

## Хронология событий
Ту-104А борт СССР-42335 выполнял плановый рейс из Читы в Москву с промежуточными посадками в Новосибирске и Челябинске. Взлёт в Чите производился днём с магнитным курсом 286° с ВПП № 29, закрылки были выпущены на 17°. При разбеге самолёт не оторвался от ВПП (отделение произошло в конце ВПП), задел КПБ, пролетел 322 метра и врезался в железнодорожную насыпь основными стойками шасси, подскочил в воздух и рухнул на землю, разрушившись и загоревшись. Пострадали 5 человек (1 бортпроводник и 4 пассажира), остальные 112 человек (6 членов экипажа и 106 пассажиров) не пострадали.

## Расследование
Причиной аварии самолета явилось нарушение экипажем требований РЛЭ (гл. 1, разд. 4, п. 2,4,5,6, гл. 2, разд. 3, п.1) и НПП ГА-71 (п.п. 2.5.2, 2.5.4, 7.2.2, 2.5.5, 2.5.7, 2.5.8, 4.4.9), выразившееся в неправильном принятии решения на вылет и выполнении взлета с весом самолета, превышающим допустимый при фактических метеоусловиях.
Летному происшествию способствовал неудовлетворительный контроль за подготовкой экипажа к полету со стороны дежурного штурмана и диспетчера АДП а/п Чита.
В процессе предполетной подготовки экипаж допустил ряд грубых нарушений требований документов, регламентирующих летную работу. Игнорируя фактические метеоусловия, которые не позволяли безопасно выполнить взлет при указанном полетном весе, экипаж принял решение на выполнение полета, поставив под угрозу жизнь пассажиров.
Дежурный штурман и диспетчер АДП, зная о нарушениях, допущенных экипажем, не выполнили своих прямых должностных обязанностей и не предотвратили летное происшествие.